# Фіоренцо Столфі

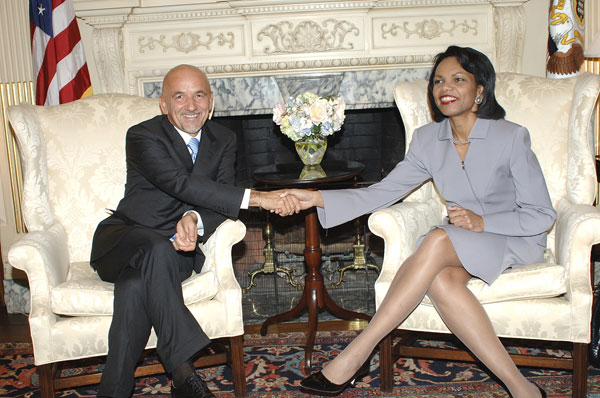
Фіоренцо Столфі і Кондоліза Райс

Фіоре́нцо Сто́лфі (італ. Fiorenzo Stolfi; нар. 1956) — державний і політичний діяч Сан-Марино.

## Біографія
Народився 11 березня 1956 року в Сан-Марино.
З 06.2002 по 12.2002 — державний секретар з бюджету та фінансів Сан-Марино.
З 12.2002 по 12.2003 — державний секретар із закордонних справ, політики та економічного планування Сан-Марино.
З 27.07.2006 по 04.12.2008 — державний секретар із закордонних справ і політики Сан-Марино.